# کرایسلر یوروپ
کرایسلر اروپا بخشی از شرکت خودروسازی آمریکایی کرایسلر بود. این شرکت از ادغام سیمکا فرانسه، روتس بریتانیا و برایورز اسپانیا شکل گرفت. کرایسلر یوروپ بین سال‌های ۱۹۶۷ و ۱۹۷۹ فعالیت می‌کرد و بعد از آن پژو سیتروئن خریداری شد.

## نگارخانه

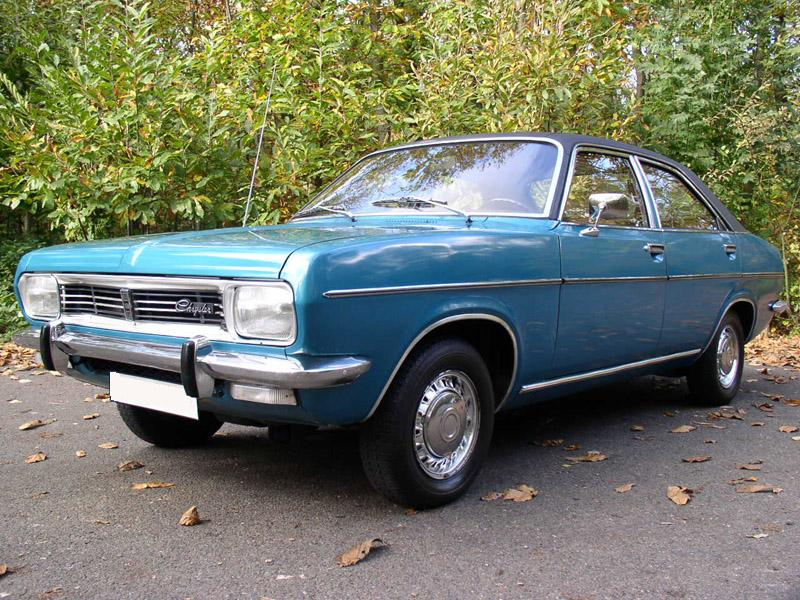
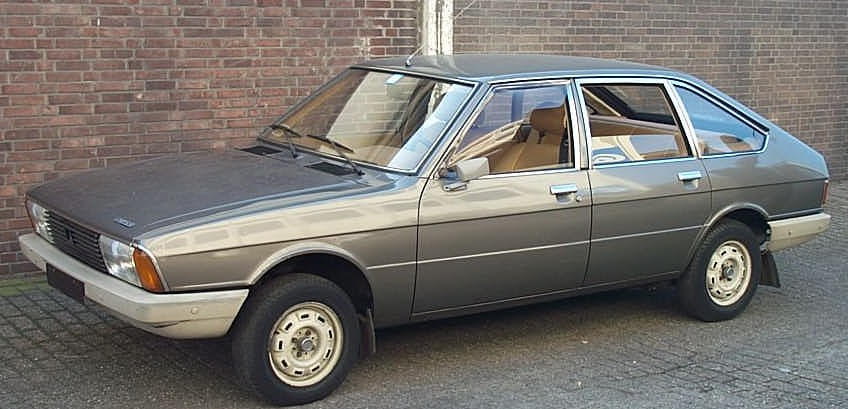
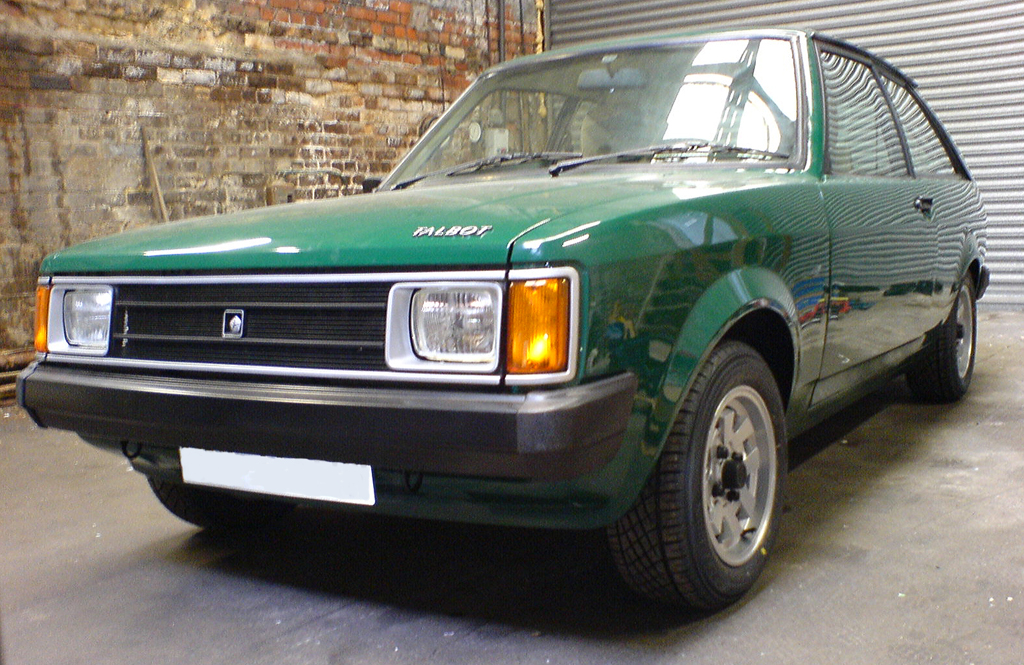
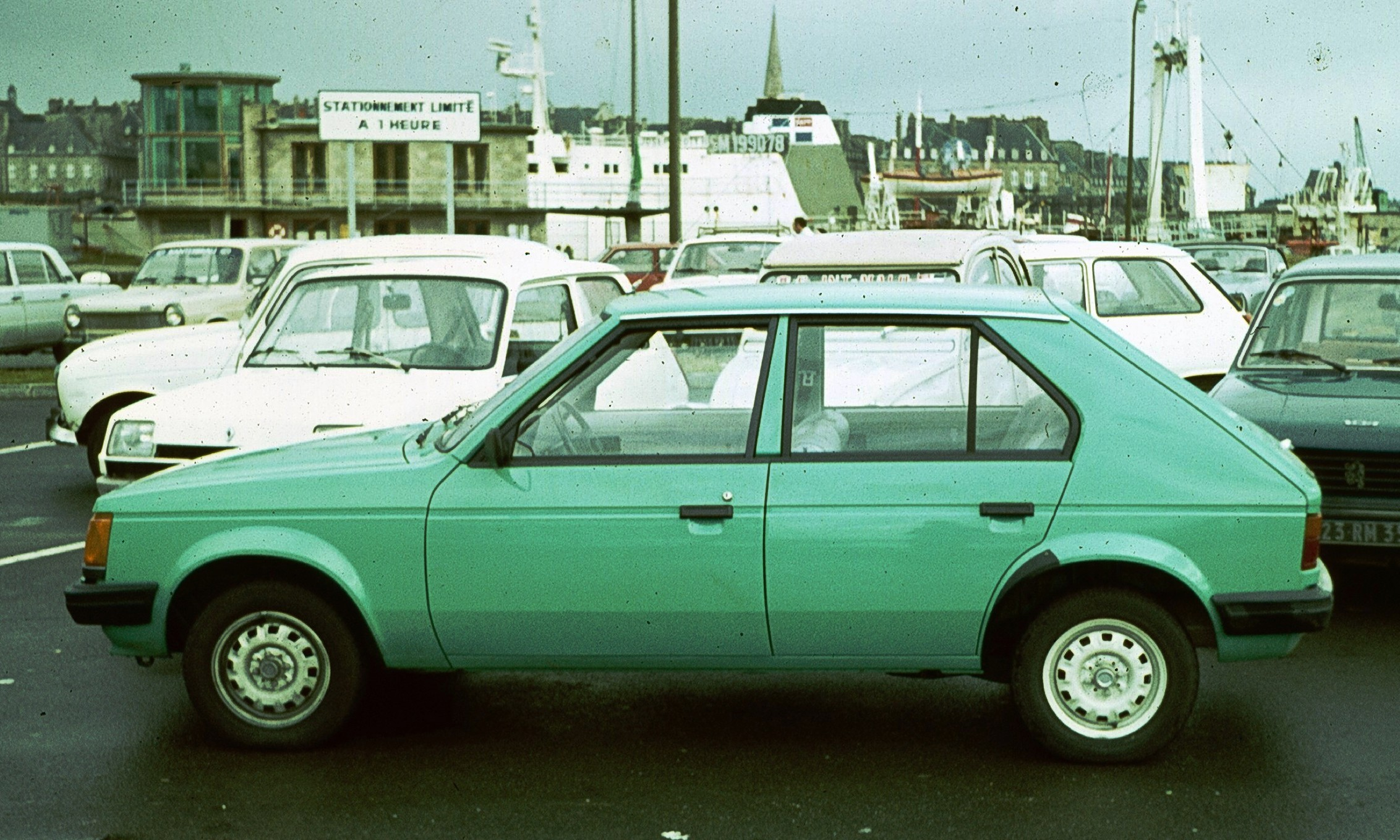